# Poospiza caesar
Poospiza caesar là một loài chim trong họ Thraupidae.